# Le Retour de Steve Warson
Le Retour de Steve Warson est le neuvième tome de la série Michel Vaillant. Il marque le retour du personnage Steve Warson, absent depuis la fin du tome 6 La Trahison de Steve Warson.

## Synopsis
Steve Warson, le grand ami de Michel, est porté disparu depuis le rallye de la Panaméricaine et n'a plus donné signe de vie depuis. Toutefois, lors d'un repas avec les élèves de l'école de pilotage, notre héros reçoit un appel à l'aide du disparu et se lance illico à sa recherche.
Sa destination est la Hollande, dans le port d'Amsterdam. Se transformant en homme du cru, il parcourt les quais tel un limier de premier ordre et se heurte à une bande organisée des plus dangereuses.

## Véhicules remarqués

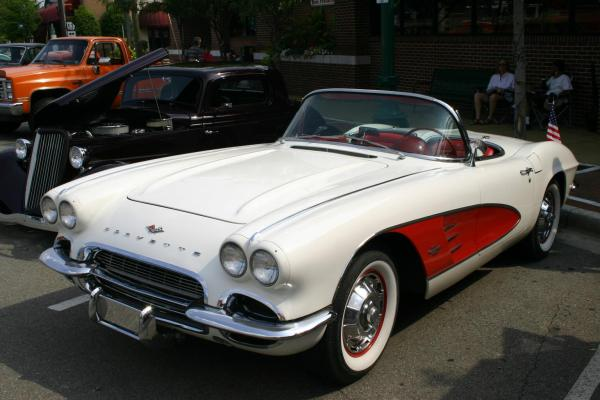
Une Chevrolet Corvette C1 Roadster semblable à celle d'Eddy McGrath.

- Chevrolet Corvette C1 Roadster 1961, voiture d'Eddy McGrath
- Oldsmobile Dynamic 88 1960, voiture des bandits
- Volkswagen Type 1, voiture de la police néerlandaise

### Véhicule fictif
- Vaillante Marathon 1963

## Publication

### Revues
Les planches du Retour de Steve Warson furent publiées dans le Journal de Tintin entre le 16 avril et le 12 novembre 1963 (n° 16/63 à 46/63).

### Album
Le premier album fut publié aux Éditions du Lombard en 1965 (dépôt légal 09/1965).